# Паньків Володимир
Володимир Паньків (нар. 1896, Коломия — пом. 14 жовтня 1947, Загреб) — другий командир усташівського Українського легіону у Хорватії, інженер-підполковник, «майор запасу» за званням. 

## Життєпис

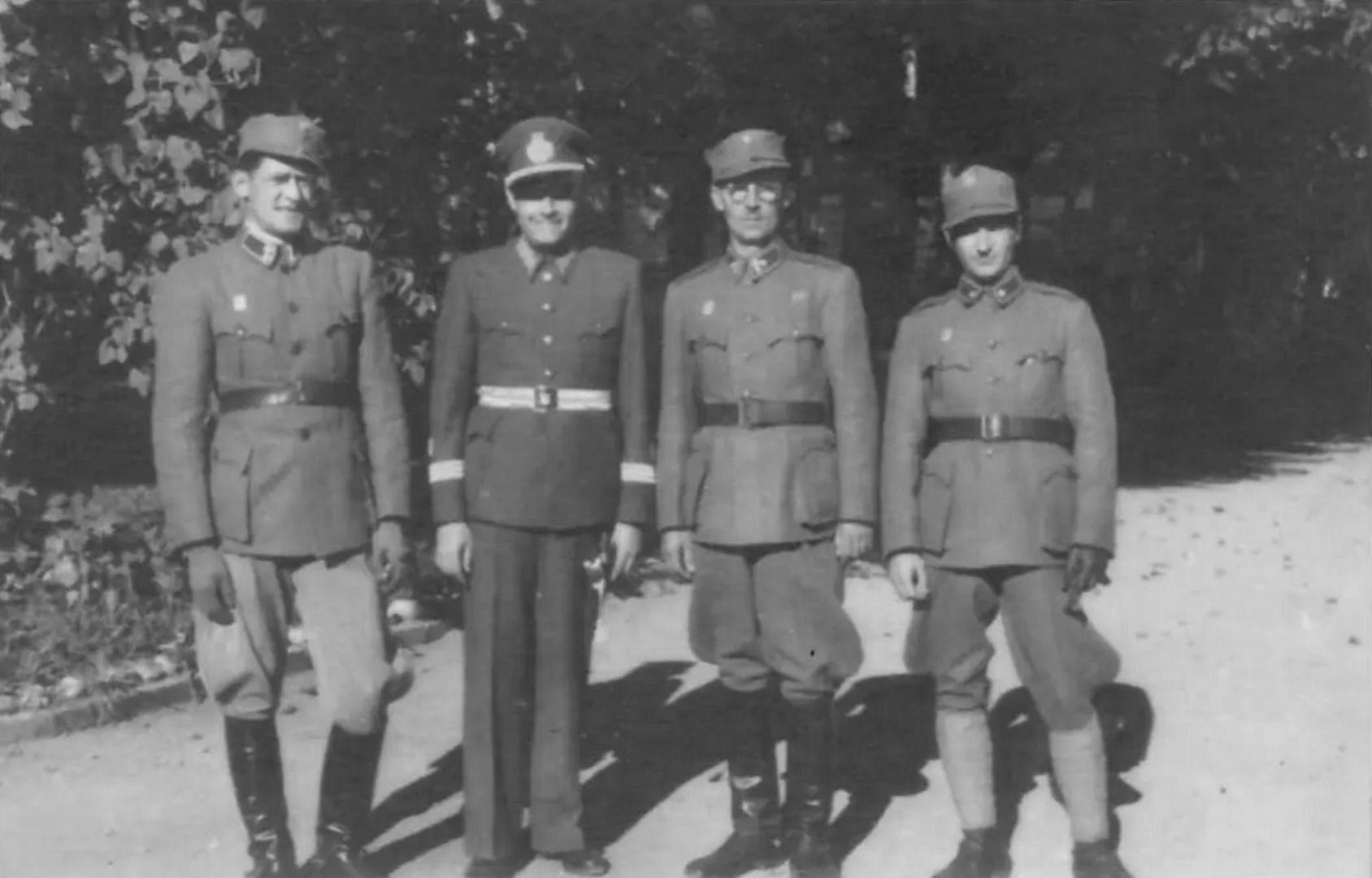
Вояки Українського Легіону зі своїм командиром Володимиром Паньківим. Загреб. 1941.

Колишній сотник УГА. Був засуджений 28 лютого 1930 року в Самборі польською владою до 15 років в’язниці за діяльність в лавах УВО. Звільнений у 1939 році. 
Очолював український легіон у Хорватії, який складався з українських емігрантів та націоналістів, які служили у складі усташівських військ. 
Наприкінці війни заарештований владою ФРНЮ, 14 жовтня 1947 року покінчив життя самогубством.